# Patrick Fiole
Patrick Fiole, né le 26 décembre 1949 à Lyon et mort le 30 mars 2011 à Paris,, était un journaliste français.

## Biographie
Après une licence de philosophie et un diplôme de l’Institut d'études politiques de Lyon, il commence sa carrière de journaliste en 1975 dans la presse quotidienne régionale, au Progrès. 
Il entre en 1984 au Matin de Paris comme secrétaire de rédaction puis reporter. 
Il rejoint ensuite le magazine Stratégies comme grand reporter, puis est nommé rédacteur en chef de Télécâble et rédacteur en chef adjoint au Nouvel Économiste, chargé des pages culturelles. En 1995, il est nommé secrétaire général de la rédaction de l'Evénement du jeudi.
En 1997, il rejoint l'équipe du Nouvel Observateur et lance la rubrique Les choses de la vie avant de devenir rédacteur en chef adjoint de la rubrique Notre Époque de l'hebdomadaire. En décembre 1999, il crée, aux côtés de Claude Perdriel, le site d'information continue du Nouvel Observateur, dont il sera rédacteur en chef jusqu'en avril 2009. En mai 2009 il est nommé rédacteur en chef des hors-séries. 
Il est par la suite directeur éditorial internet et conseiller du président du directoire du Nouvel Observateur, Denis Olivennes. 
Il meurt le 30 mars 2011 d'un cancer.